# インタセクト・コミュニケーションズ
インタセクト・コミュニケーションズ株式会社（英: Intasect Communications Inc.）は、東京都千代田区に本社をおく、システム開発および日本国内や中国本土・台湾を主軸としたWebプロモーション企業。

## 概要
中国・台湾を主軸とした海外からのインバウンド(訪日誘客)支援事業として、WeChat Pay・Alipay+等の海外向け決済と日本国内のQRコード決済マルチ決済や、新免税制度〈空港還付型〉に対応した免税リファンドシステム「InTaxFree」、中国最大の検索エンジン「Baidu」の基幹代理店、中国最大の旅行情報サイト「馬蜂窩」等の集客支援、他にも観光DX推進支援、中国越境EC支援、アフィリエイト(成果報酬型広告)大規模運用改善、アフィリエイトサイトパトロール、オフショア開発、電子契約等のワークスタイル改革、AI・ヘルスケアIoT関連の研究開発などを展開。

### 代表者
譚 玉峰 (Tan Yufeng) 
1964年中国東北部に位置する吉林省長春市に生まれ、1981年長春市の吉林大学に入学。1983年3月に中華人民共和国の国費留学4期生として来日し、国立大学法人大阪大学に留学、基礎工学部の生物工学科で医用画像処理、X線、CT等の画像処理を学び工学博士の学位を取得。卒業後、ソフトウェア企業に就職し、2000年11月にインタセクト・コミュニケーションズ株式会社を設立する。現在同社はインターネット技術を中核とするクロスボーダー企業として、本社を東京に置くほか、国内では札幌・京都・大阪・姫路、那覇(グループ企業)に拠点を設置、中国にも成都、北京、上海、広州、長春、太原に現地拠点を置いている。

## 沿革
- 2000年（平成12年）11月 - 譚玉峰により、大阪市北区にインタセクト・コミュニケーションズ株式会社を設立。ソフトウェア開発事業を開始[1]。
- 2002年（平成14年）4月 - 中国四川省成都市に、子会社「音泰思計算機技術（成都）有限公司」を設立[2]。
- 2005年（平成17年）5月 - 成果報酬型広告（アフィリエイト）関連サービス『ISAM-1（アイサムワン）』の提供開始[3][4][5]。
- 2006年（平成18年）
  - 5月 - アフィリエイトパトロール「WebAegis」（ウェブイージス：ウェブパトロール・リサーチサービス）提供開始[3][4]。
  - 6月 - 中国北京市に子会社『北京音泰思計算機技術有限公司』を設立[6]。
- 2008年（平成20年）7月 - 株式会社インタースペースが運営するアフィリエイトサービス「アクセストレード」において、アフィリエイトパトロール『WebAegis』と連携し、不正アフィリエイトサイトの対策強化を行うことを発表[7]。
- 2009年（平成21年）1月 - プライバシーマーク制度による認定取得[8]。
- 2012年（平成24年）
  - 5月 - 中国上海市に子会社『上海音態思計算機技術有限公司』を設立[9]。
  - 8月 - 中国吉林省長春市に子会社『音泰思(長春)信息科技有限公司』を設立[10]。
- 2013年（平成25年）12月 - 一般財団法人日本情報経済社会推進協会（JIPDEC）の提供するJCAN証明書を全社員に発行[11]。
- 2014年（平成26年）10月 - ECサイト運営者支援ツール「Second BRAIN（セカンドブレイン）」をリリース [12][13][14]。
- 2016年（平成28年）
  - 6月 - WeChatPayなど、国外QRコード決済に対応したマルチ決済システム「IntaPay」をリリース[15][16]。
  - 12月 - JIPDECがCBPR（Cross Border Privacy Rules）認証事業者第一号としてインタセクト・コミュニケーションズを認証[17][18][19]。
- 2017年（平成29年）
  - 5月 - 中国四川省成都市に子会社『成都音泰思広告伝媒有限公司』を設立[20]。
  - 7月 -「IntaPay」のサービスの提供先であるドンキホーテホールディングス（現・パン・パシフィック・インターナショナルホールディングス）が運営する『MEGAドン・キホーテ渋谷本店』が「WeChat Payの100店舗目の旗艦店」として認定される[21]。
  - 10月 - JR九州リテール株式会社が「IntaPay」を利用開始[22]。
  - 12月 -「IntaPay」を用いた自動販売機を設置開始[23]。
- 2018年（平成30年）
  - 7月 -「IntaPay」のサービスを提供している富士急ハイランドが、中国国外で初の「WeChat Payスマート旗艦遊園地」と認定される[24]。
  - 7月 - 日本三古湯、日本三名泉の有馬温泉街全体（有馬商店会）で、兵庫県の補助金「商店街キャッシュレス対応機器等導入促進事業」を活用する形で「IntaPay」を導入[25]。
  - 8月 - 北海道内企業が進める中華圏からの訪日客の集客を強化するため、北海道の総合広告会社である株式会社インサイトと業務提携[26]。
- 2019年（平成31年・令和元年）
  - 3月 -「IntaPay」に日本国内のQRコード決済である「PayPay」「楽天ペイ（アプリ決済）」を追加[27]。
  - 5月 - 中国旅行情報メディア「馬蜂窩（マーフォンウォー）」の日本で唯一の公式総代理店に選出[28]。2019 WeChat Pay Overseas Partner Conference（WeChat Pay海外発表会・香港）にて「2018年度最佳服务商」を受賞[29]。
  - 7月 -「IntaPay」のミニプログラムを用いた「化粧品予約受取サービス」「AI人工知能を活用した店内案内」「海外VIP顧客クラブの会員カードの電子会員化機能」を開発し、株式会社阪急阪神百貨店に提供開始[30][31][32]。
  - 8月 -「IntaPay」のサービスを提供している株式会社阪急阪神百貨店が、「WeChat Payスマート旗艦百貨店」として中国国外で初めて認定されたことを記念し、共同記者会見を開催[30][31][32]。
  - 12月 - 百度が運営するユーザー投稿型百科事典「百度百科ブランドストーリー」において、企画・登録代理を務めた「株式会社阪急阪神百貨店」の事例が、百度知識サミット2019にて「海外ブランドマーケティング賞」を受賞[33]。
- 2020年（令和2年）
  - 7月 - SBクラウド株式会社とEC支援サービスに関する業務提携契約を締結[34]。Alibaba Cloudの画像検索エンジン「Image Search」の導入をサポートするEC支援サービス「PicInSite」の提供を開始[35]。
  - 11月 - 東京スカイツリーにて国内外複数のQRコード決済が「IntaPay」で利用可能となる[36]。
  - 12月 -
    - 岐阜県事業「海外ECサイト（中国）による県産品販路拡大事業」を受託、販売開始[37]。
    - 北海道富良野市および「WeChat」を展開する騰訊控股有限公司（テンセント・ホールディングス）は、富良野・美瑛の観光と新しい生活様式をテーマとした『近未来型 デジログEXPO』を共同開催。同社が開発に携わった「チケット事前販売」「AIカメラを活用した植物スキャン」「バス乗り換え案内」「テーブルオーダー」「スタンプラリー」「アンケート調査」のWeChatミニプログラムを活用した各機能が紹介された[38][39][40]。
- 2021年（令和3年）
  - 1月 - 三鷹市役所が「IntaPay」を用いたセミセルフレジを導入[41][42]。
  - 2月 - 消費者庁から「アフィリエイト広告の実態調査」を一般競争入札（総合評価）にて受託[43][44][45][46]。
  - 3月 - 京都中央信用金庫と中国向け越境ECモール「京都优品（優品）跨境商城」による海外販売支援を開始[47][48][49][50][51][52]。
  - 4月 -「IntaPay」が、宝塚大劇場内の『キャトルレーヴ宝塚店』で5つのQRコード決済を導入開始[53]。
  - 11月 -「IntaPay」で「楽天ペイ（アプリ決済）」と包括契約が可能になる[54]。
- 2022年（令和4年）
  - 1月 - 飲食店向け多言語モバイルオーダーサービス「eateat」をリリース[16]。一般社団法⼈⽇中ツーリズムビジネス協会が実施する『地域観光デジタルChallenge大賞』の【ユーザーフレンドリー部門】に、スマホ一つで便利に観光 スマートシティ構想（北海道富良野市の事例）が受賞[55][46]。
  - 3月 - 訪日インバウンド向け観光プロモーションの強化を目的として、株式会社ジェイアール東日本企画と業務提携[56][57][58]。
  - 6月 - 函館市地域産品の中国越境ECおよび地域観光情報発信の北海道函館市事業を受託[59][46]。
  - 7月 - 京都・祇園祭で函谷鉾に「IntaPay」を提供[60]。
  - 8月 - 山口県萩市事業として萩市地域産品の中国越境EC販売および萩市観光情報のWeChatミニプログラム配信を開始[61][62][46]。長崎県事業として長崎県産品の中国越境EC販売を開始[63][46]。JR九州「D&S列車」の車内販売商品Web予約システムに「eateat」を導入[64][65]。
  - 10月 -「日本旅行に関するアンケート調査(中国市場版)」の結果を公開[66][67][68]。北海道函館市地域産品の中国越境EC販売および函館市観光情報のWeChatミニプログラム配信を開始[69][46]。
  - 11月 - 金沢信用金庫と中国向け越境ECモール「日本優選館」による海外販売支援を開始[70][71][72]。
  - 12月 -「日本旅行に関するアンケート調査(タイ市場版)」の結果を公開[73][74][75]。
- 2023年（令和5年）
  - 2月 - 修正指示をWEB上で簡単にまとめられるツール「Passton（パストン）」の無料版をリリース[76][77][78]。
  - 6月 - 越境ECモール「京都優品跨境商城」により中国からの訪日観光客（企業経営層の団体客）を京都の老舗企業視察・製品販売に誘致[79][80][81][82][83][84]。「訪日意欲に関するアンケート調査(中国市場版)」の結果を公開[85][86][87]。
  - 8月 - 中国消費者の動向を調査するサービスを開始し、「中国消費者の化粧品に関する独自調査」の結果を公開[88][89][90]。
  - 9月 -「中国消費者の免税に関する意識調査」の結果を公開[91]。アフィリエイト広告(成果報酬型広告)の広告表記チェックサービス「WebAegis（ウェブイージス）」の簡易プランをリリース[92][93][94][95]。
  - 11月 -「Passton（パストン）」の有料版をリリース[96]。
  - 12月 - 沖縄県宜野湾市役所にて、キャッシュレス対応の手数料納付券売機内に「IntaPay」を導入[97]。
- 2024年（令和6年）
  - 1月 - 経済産業省/個人情報保護委員会が共催するグローバルCBPRの展開・普及ワークショップに登壇[98][99]。
  - 2月 - 中国で最大シェアを持つ検索エンジン「百度」における「百度キーワード買い切り広告」を日本市場初の取り扱いとして開始[100][101]。「中国消費者の訪日時の非計画購買に関する調査」の結果を公開[102][103][104]。
  - 3月 -「キャッシュレス」「レジを通らないウォークスルー型」無人店舗を関西国際空港近くのホテル「住一HOTEL 関空店」内にオープン [105][106][107][108][109][110][111][112][113]。
  - 4月 - 総務省発行の「自治体DX推進参考事例集」に東京都三鷹市の事例として「キャッシュレス決済」と「セミセルフレジ」を導入し、証明書発行業務を効率化と掲載[114]。沖縄県那覇市にNew Quest株式会社を設立。
  - 5月 - 第63回日本生体医工学会大会において、スマートフォン健康管理アプリ「IntaHealth」を活用し、腕時計型心拍計および皮下連続式グルコース測定計と連携したデータ取得・分析を行う実証実験の研究成果について発表 [115][116]。
  - 8月 - 能登半島地震で被災した企業のサポートをジェトロ上海（日本貿易振興機構）と連携し、越境ECで販売支援することを発表[117][118][119]。独立行政法人情報処理推進機構により、DX認定制度に基づく「DX認定事業者」に認定[120]。
  - 9月 - 仕事と育児の両立を支援する「子育てサポート企業」として、東京労働局から「くるみん認定企業」に認定される[121]。
  - 11月 - 日本貿易振興機構（ジェトロ）が推進する海外におけるEC販売プロジェクト「JAPAN MALL事業」の2024年度の連携EC事業者に認定。[122]

- 2025年（令和7年）
  - 4月 - 沖縄県内において物流や広告などを手掛けるシンバホールディングス株式会社およびインタセクト・コミュニケーションズ・New Quest株式会社の３社において、観光分野のＤＸ推進に向けた包括連携協定を締結。[123][124][125][126][127]
  - 6月 - 経済産業省および個人情報保護委員会が普及促進に向けたグローバルCBPRシステムが稼働開始し、日本におけるグローバルCBPR認証取得事業者として認証される[128][129][130]。
  - 7月 - サインポスト株式会社と事業会社のDX推進支援を目的とした協業を開始[131][132]。トヨタ紡織株式会社の中国子会社である広州桜泰汽車飾件有限公司 小虎島工場にAMR（自律走行搬送ロボット）と、IoT技術を連携させたスマート工場ソリューションを導入[133][134]。

## 主な事業内容
システム開発サービス
- SIサービス事業・ERPソリューション事業[114]
- AMR（自律走行搬送ロボット）とIoT技術を組み合わせたスマート工場・スマート物流ソリューション[135]

マネージメント支援サービス
- マネージメント支援サービス[136]
- BPM（Business Process Management）・電子署名[136]

国内広告代理業
- ISAM-1（アイサムワン）- アフィリエイト（成果報酬型広告）運用代行[3][4][5]
- リスティング広告・SNS広告など - 日系企業や海外企業・サービスの日本市場認知施策[137]
- Intalize - アフィリエイト広告運用支援（ワンタグツール）

サイトパトロールサービス
- WebAegis（ウェブイージス）- ステマ対策・アフィリエイトの広告表記チェックサービス[3][4][5]

決済ソリューション
- IntaPay - 国内・海外マルチ決済システム[138][114][21][114][16]
- InTaxFree -免税リファンドシステム - 新免税制度〈空港還付型〉に対応した決済・免税対応システム
- POS連携型CRM
- 越境ECミニプログラム開発運営

観光DX・訪日誘客施策
- 馬蜂窩（マーフォンウォー）（運営：北京蚂蜂窝网络科技有限公司）[28]
- 訪日誘客支援と旅先提案[139]
- プロポーザル参加支援 - 全国の自治体・DMO等の企画競争入札支援・コンソーシアム組成[37][61][62][63]

海外デジタル広告
- 百度広告 - 基幹代理店としてリスティング・アドネットワーク広告運用、百度百科・百度地図などの登録支援[137]
- 在日・海外インフルエンサー施策 - インフルエンサーを活用した各種施策（企画・招聘・アテンド・情報発信）[47]
- 海外SNS施策 - WeChat、WEIBO、抖音、小紅書(RED)、Instagram、Facebookなど[140][141]
- 台湾市場サポート - インフルエンサー施策、Instagram、Facebook、台湾市場アフィリエイト運用代行[47]

海外販路拡大支援
- WeChatミニプログラムECモール・越境EC・大手ECモール進出[63][70][71][72][142][143][144][145][146]
- 一般貿易支援[147][148]

中国進出支援
- 中国現地調査[88][89][90][66][67][68][88][89][90][91][149][150][151][152][153][154]
- 中国現地プロモーション支援[137][155]

リテール支援（無人AI店舗・テーブルオーダー等）
- 無人AI店舗（レジを通らないウォークスルー型の24時間AI無人店舗）[105][106][107][108][109][110][111][112]
- モバイルオーダーサービス「eateat」 - 飲食店向け多言語モバイルオーダー[64][65]
- 訪日客向けリテールメディア施策[110][111][112]

制作関連サービス
- クリエイティブ制作 - 日本語・簡体字・繁体字等の多言語制作・動画・映像制作・特殊撮影（空中ドローン・水中ドローン・360度撮影）・ライブ配信[140][141]
- Passton（パストン）- 添削・共有・指示ツール[78][156]

WEB関連ソリューション
- Second BRAIN（セカンドブレイン）- EC店舗分析ツール[13][14][157]
- PicInSite - Image Search画像検索AIエンジン導入支援サービス[35]
- Vividata - BIツール
- PIA - SNSモニタリング
- POP-TURN - 離脱防止ツール

研究開発
- システムバイオロジー・AI・VR・AR・健康情報工学[158]

## 事業所
- 東京本社 - 東京都千代田区神田小川町三丁目1番地　B・Mビル2階～6階
- 北海道営業所 - 北海道札幌市中央区南16条西4丁目5番4号　HDG BLD. 2階
- 京都営業所 - 京都府京都市中京区寺町通御池下る下本能寺前町500-1　中信御池ビル7階
- 大阪支社 - 大阪府大阪市北区太融寺町5番13号　東梅田パークビル6階
- 姫路支社 - 兵庫県姫路市東延末三丁目12番地　姫路白鷺ビル8階
- 沖縄拠点 - 沖縄県那覇市久米二丁目3番15号 (New Quest株式会社)

## 所属団体
- 独⽴⾏政法⼈国際観光振興機構（日本政府観光局：JNTO）会員
- 公益社団法人北海道観光振興機構　賛助会員[159]
- 公益財団法人大阪観光局　ゴールドパートナー[160]
- 一般財団法人関西観光本部　賛助会員[161]
- 一般財団法人沖縄コンベンションビューロー　賛助会員(New Quest株式会社)[162]
- 一般社団法人日本百貨店協会　コラボレーション会員[163]
- 一般社団法人おもてなしICT協議会　特別賛助会員[164]
- 一般社団法人日本クレジット協会　正会員[165]
- 一般社団法人新経済連盟　一般会員[166]
- 一般社団法人日中デジタルビジネス協会　会員・理事[167]
- 一般社団法人日中ツーリズムビジネス協会　会員[168]
- 一般社団法人日本中華總商会　副会長[169]
- 独立行政法人日本貿易振興機構（JETRO）ジェトロ・メンバーズ[148]
- 非営利会員制任意団体日本国際貿易促進協会 京都総局　会員
- ヘルスケアAIoTコンソーシアム　会員・理事[170]
- 日本小売業協会 会員

## グループ会社 (2025年1月末現在 人員数)
- 音泰思計算機技術（成都）有限公司　364人[2]
- 北京音泰思計算機技術有限公司　65人[6]
- 上海音態思計算機技術有限公司　7人[171]
- 音泰思(長春)信息科技有限公司　37人[10]
- 成都音泰思広告伝媒有限公司　42人[20]
- 太原音泰思計算機技術有限公司　9人[172]
- 成都音泰思科技有限公司　255人[173]
- 成都音泰思科技有限公司 广州分公司 [174]
- New Quest株式会社